# Plane Crazy
Série Mickey Mouse
Mickey gaucho
(1928)
Pour plus de détails, voir Fiche technique et Distribution.
Plane Crazy  est un court-métrage d'animation muet américain des studios Disney avec Mickey Mouse sorti en 1928. Premier film de la série Mickey Mouse, même si Steamboat Willie sorti quelques mois plus tard marque la naissance officielle du personnage[réf. nécessaire], il est sonorisé à la suite du succès de Steamboat Willie.

## Synopsis
Mickey veut devenir un pionnier de l'aviation, émulé par le récent exploit de Charles Lindbergh. Il tente de bricoler un avion avec les objets à sa disposition dans la grange de sa ferme.
Minnie y joue la fiancée de Mickey à laquelle il propose de partager sa passion pour l'aviation. Il arrive à la convaincre de monter à bord pour son premier vol, mais lorsqu'il réussit à démarrer, il en est rapidement éjecté. S'ensuit le décollage perturbé par la présence d'une vache sur la trajectoire de l'avion.
Enfin dans les airs, Mickey tente de séduire Minnie puis de l'embrasser. Excédée, elle va sauter de l'avion pour échapper à cette tentative de baiser volé et elle est obligée d'utiliser ses dessous comme parachute pour ralentir sa chute. Mickey est distrait par tout cela et perd le contrôle de l'avion.

## Fiche technique
- Titre original : Plane Crazy
- Série : Mickey Mouse

Séquence avec Mickey et Minnie Mouse dans Plane Crazy (1928).

- Réalisation : Walt Disney, Ub Iwerks
- Scénario : Walt Disney, Ub Iwerks d’après une idée originale de Walt Disney
- Animation : Ub Iwerks, Hugh Harman, Rudolf Ising
- Encrage : Edna Disney[3], Lilian Disney, Hazel Sewell[4]
- Photographie : Mike Marcus
- Musique : Carl W. Stalling
- Production : Walt Disney, John Sutherland
- Société de  production : Disney Brothers Studios
- Société de distribution : Celebrity Production (version sonore)
- Pays de production : États-Unis
- Langue : Anglais
- Format : noir et blanc (Technicolor) - 35 mm - 1,37:1 - Muet puis son mono (RCA Sound System)
- Durée : 6 min
- Dates de  sortie : 
  - version muette : États-Unis : 15 mai 1928 (avant-première à Los Angeles), 26 mai 1928 (sortie nationale)
  - version parlante : États-Unis : 17 mars 1929

Sources : Russel Merritt et J. B. Kaufman, IMDb

## Voix originales
- Walt Disney : Mickey
- Marcellite Garner : Minnie

## Production
Produit en avril-mai 1928, Plane Crazy est le premier film réalisé par Walt Disney après son revers concernant sa précédente série, Oswald le lapin chanceux, dont Charles Mintz lui avait soufflé les droits et une partie des animateurs quelques mois plus tôt.
Malgré son scénario très simple, le film est l'aboutissement du travail d'Ub Iwerks, coréalisateur et principal animateur de tous les courts métrages de Mickey Mouse qui suivront jusqu'à son départ au printemps 1930. On retrouve dans l'équipe d'animateurs, Hugh Harman et Rudolf Ising, qui avaient entretemps signé un contrat avec Mintz pour former leur propre studio et attendaient que le projet se concrétise.
Mickey est dépeint dans le film comme sans-gêne et immoral, tandis que Minnie est une petite amie qui peut résister aux avances un peu brutales de Mickey.
Au cours du film, une vache se retrouve à bord de l'avion. Bien que non anthropomorphe, l'animal est considéré comme la première apparition de la future Clarabelle.

## Accueil

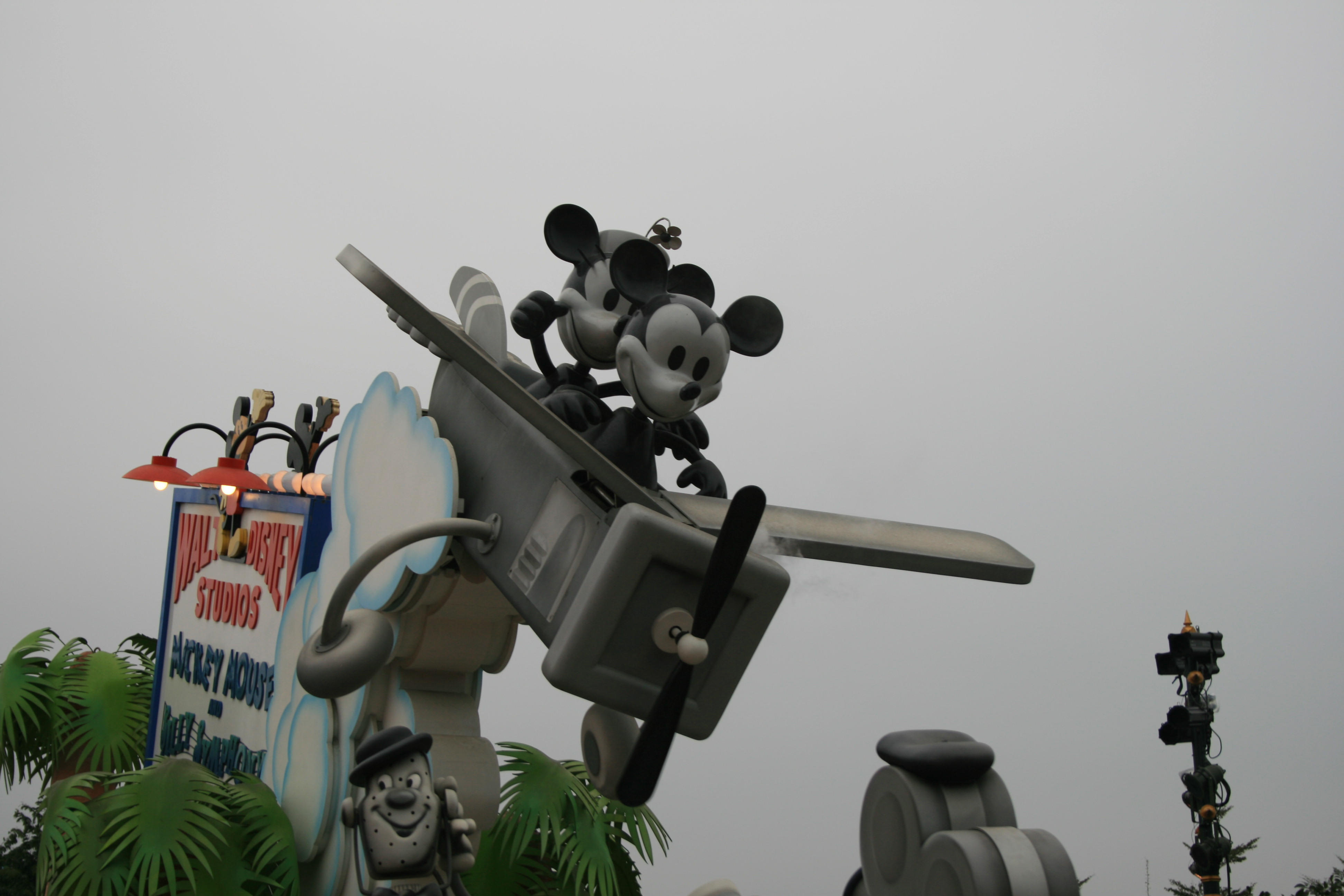
Sculpture inspirée de la scène de l'avion dans Plane Crazy, du parc d'attractions Hong Kong Disneyland en 2008.

Lors de sa sortie en mai 1928, le film n'obtient pas le succès escompté et Disney ne parvient pas à trouver de distributeur. Malgré cela, il décide de produire un second film, Mickey gaucho (The Gallopin' Gaucho). Une bande sonore est ajoutée en novembre 1928 à la suite du triomphe de Steamboat Willie, premier film parlant de la série, et le film sera mieux accueilli lors de sa ressortie en mars 1929.
Ce film possède une suite plus ou moins logique avec Mickey postier du ciel (The Mail Pilot, 1933) dans lequel Mickey est devenu un pilote de l'aéropostale.
Le début du scénario de la première bande dessinée de Mickey Mouse, Mickey dans l'île mystérieuse (Lost on a Desert Island), publiée en 1930, reprend les gags du film.